# Tiefurts slott

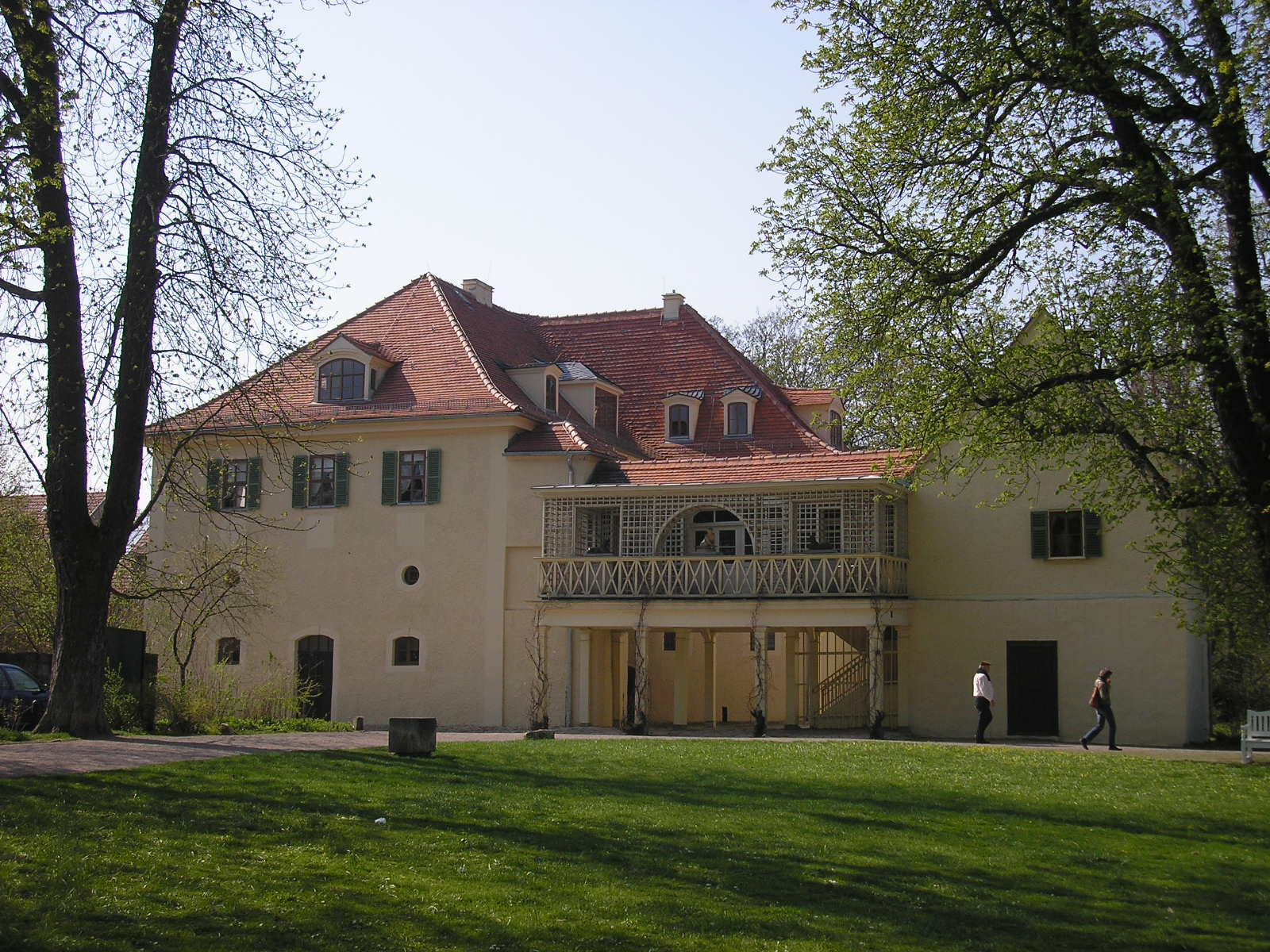
Slottet med flygeln och gången.

Tiefurts slott är ett lantslott i Weimar (ortsdel Tiefurt) som ligger vid floden Ilm cirka fyra kilometer öster om Weimars centrum. Slottet var sommarresidens åt Anna Amalia av Braunschweig-Wolfenbüttel. 1998 upptogs slottet tillsammans med den tillhörande parken i Unescos världsarvslista som en del av världsarvet Klassiska Weimar.

## Historia
Slottsbyggnaden uppkom under 1500-talet och blev 1765 ombyggd till sitt nuvarande utseende. Den består av en huvudbyggnad i två våningar samt en mindre byggnad och en upphöjd gång mellan båda delar.
1776 blev slottet residens åt Karl August av Sachsen-Weimars yngre bror Konstantin. Fyra år senare valde modern Anna Amalia slottet som sitt sommarresidens då prinsen vanligen var utomhus. Den mindre byggnadens interiör är anpassade till den missväxta hovdamen Luise von Göchhausen. Hon hade problem med lodräta tavlor och möbler och därför ändrades de efter hennes behov.
Vid slottet etablerades en 21 hektar stor engelsk park som redan från början var tillgänglig för allmänheten. När Anna Amalia var i slottet träffades här ofta stadens poeter.
Efter hertiginnans död 1807 stod slottet en tid öde men redan under hennes son Karl August påbörjades en renovering. Under ombyggnaden hittades i ett skåp som tillhörde hovdamen Göchhausen en av henne utförd avskrift av den första versionen av Goethes drama Faust, den så kallade Urfaust. Goethe själv hade förstört sitt manuskript och så blev Göchhausens avskrift förlagan till den kända tryckta versionen.
1908 blev slottet museum och mellan 1978 och 1981 utfördes en omfattande renovering.

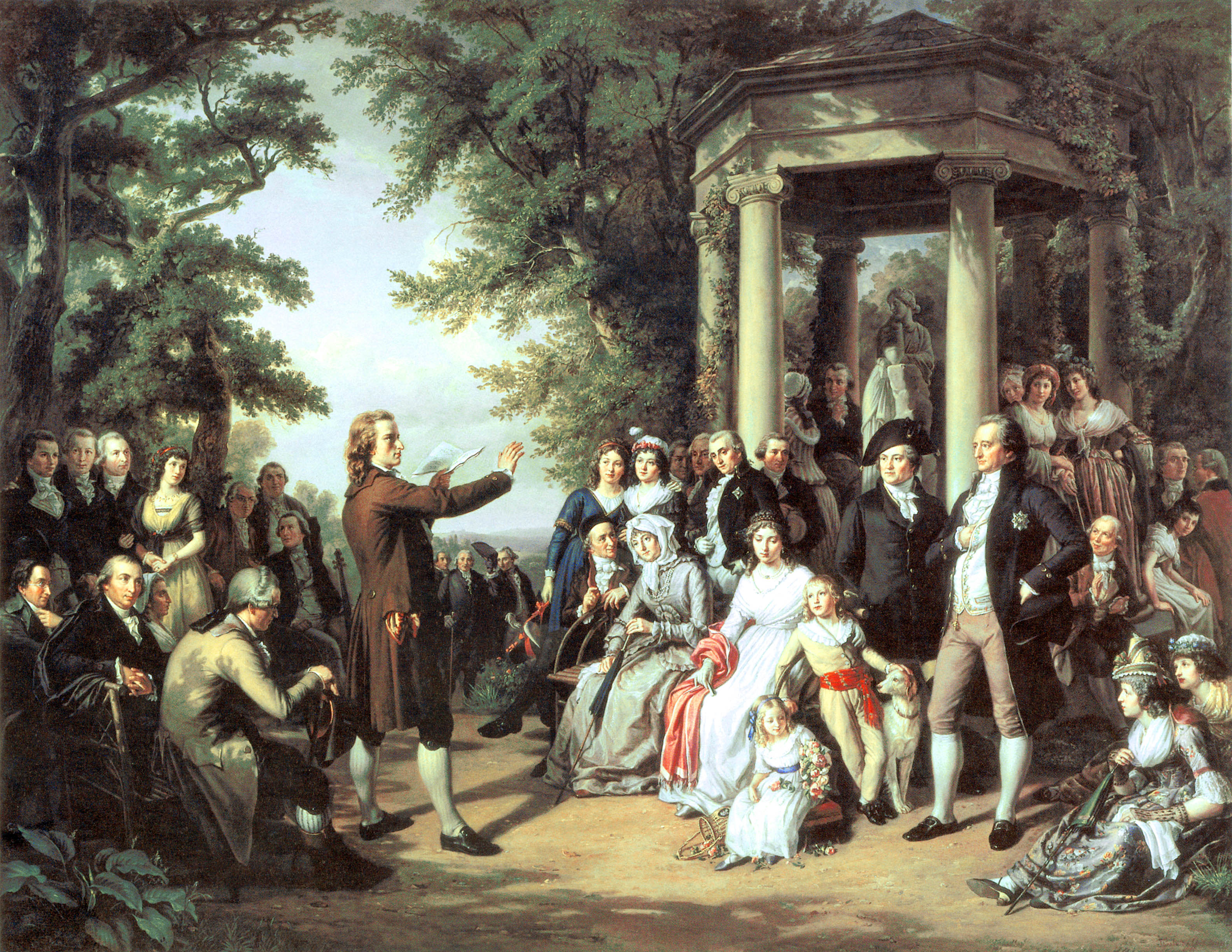
Der Weimarer Musenhof: målning av Theobald von Oer (1807-1885). Friedrich Schiller reciterar i Tiefurts park, bland åhörarna syns Wieland (till vänster, sittande) och Goethe (till höger, stående).
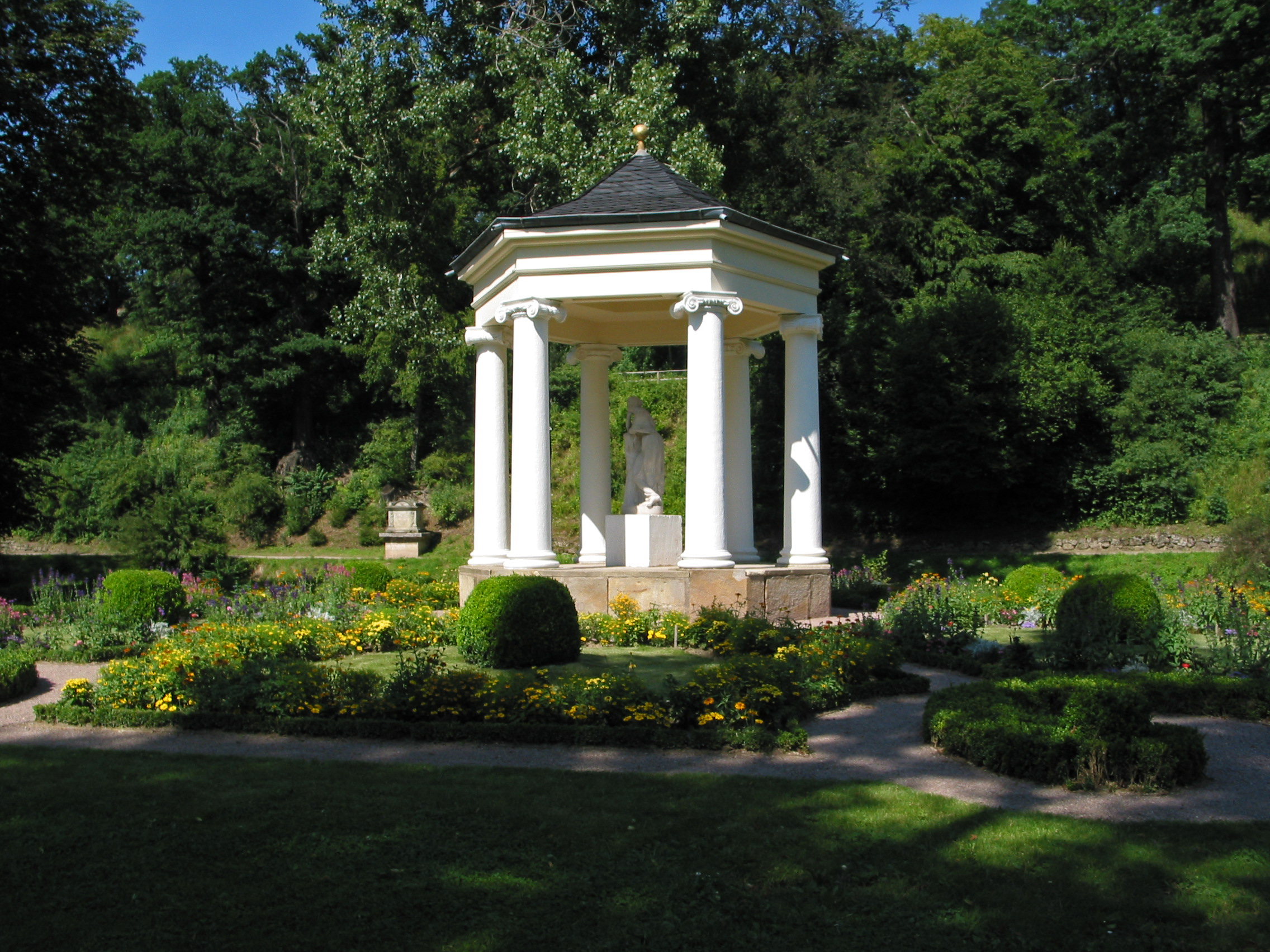
Foto av samma paviljong idag.